# Thelxinoe (měsíc)
Thelxinoe (thelk-sin'-oe-ee, IPA: /θɛlksɪnoʊi/; řecky Θελξινόη) nebo též Jupiter XLII je přirozený satelit Jupiteru. Byl objeven v roce 2004 skupinou astronomů z Havajské univerzity vedených Scottem S. Sheppardem dle fotografií z roku 2003 a dostal prozatímní označení S/2003 J 22, platné do března 2005, kdy byl definitivně pojmenován.
Thelxinoe má v průměru asi ~2 km, jeho průměrná vzdálenost od Jupitera činí 20,454 Mm, oběžná doba je 597,6 dnů, s inklinací 151° k ekliptice (153° k Jupiterovu rovníku) a excentricitou 0,2685. Thelxinoe patří do rodiny Ananke.